# كورديلينات
الكورديلينات (الاسم العلمي: Cordyloidea) هي فوق فصيلة من الحيوانات تتبع رتيبة سقنقوريات الشكل من رتبة الحرشفيات.

## التصنيف
- الكورديلات
  - الكورديلاوات
    - الكورديلة